# El Jebel
El Jebel és una concentració de població designada pel cens dels Estats Units a l'estat de Colorado. Segons el cens del 2000 tenia 4.488 habitants.

## Demografia
Segons el cens del 2000, El Jebel tenia 4.488 habitants, 1.433 habitatges, i 1.071 famílies. La densitat de població era de 257,5 habitants per km².
Dels 1.433 habitatges en un 49,1% hi vivien nens de menys de 18 anys, en un 61,5% hi vivien parelles casades, en un 7,9% dones solteres, i en un 25,2% no eren unitats familiars. En el 13,9% dels habitatges hi vivien persones soles l'1,5% de les quals corresponia a persones de 65 anys o més que vivien soles. El nombre mitjà de persones vivint en cada habitatge era de 3,12 i el nombre mitjà de persones que vivien en cada família era de 3,38.
Per edats la població es repartia de la següent manera: un 30,6% tenia menys de 18 anys, un 8,1% entre 18 i 24, un 38,3% entre 25 i 44, un 20,5% de 45 a 60 i un 2,6% 65 anys o més.
L'edat mediana era de 32 anys. Per cada 100 dones de 18 o més anys hi havia 112,1 homes.
La renda mediana per habitatge era de 60.685 $ i la renda mediana per família de 62.047 $. Els homes tenien una renda mediana de 37.073 $ mentre que les dones 29.688 $. La renda per capita de la població era de 21.261 $. Entorn del 6% de les famílies i el 9,4% de la població estaven per davall del llindar de pobresa.

## Poblacions més properes
El següent diagrama mostra les poblacions més properes.